# Historie
Historie – album studyjny producenta muzycznego Andrzeja Smolika, wokalistki Natalii Grosiak oraz rapera Miłosza „Miuosha” Boryckiego. Wydawnictwo ukazało się 29 lipca 2016 roku nakładem Muzeum Powstania Warszawskiego (MPW) w dystrybucji Agory (ISBN 978-83-268-2406-7). Nagrania powstały na zamówienie MPW z okazji 72. rocznicy wybuchu powstania warszawskiego.
Album dotarł do 15. miejsca polskiej listy przebojów – OLiS.

## Lista utworów
Opracowano na podstawie materiału źródłowego.
1. „Irena” – 3:22
2. „Irena / Archiwum” (monolog: Irena Łoś) – 0:31
3. „Irena” – 2:48
4. „Alunia / Archiwum” (monolog: Alina Augustowska-Mrozowska) – 1:18
5. „Alunia” – 3:22
6. „Alunia” – 2:25
7. „Henryk / Archiwum” (monolog: Henryk Stefan Kawecki) – 0:36
8. „Henryk” – 4:04
9. „Henryk” – 0:43
10. „Danisia” – 3:21
11. „Daniusia” – 4:02
12. „Danusia / Archiwum” (monolog: Danuta Szlajmer) – 0:17